# Измаильский парк-музей «Крепость»
Измаильский мемориальный парк-музей «Крепость» (укр. Ізмаїльський меморіальний парк-музей «Фортеця») — территория в Измаиле, которая расположена на месте бывшего турецкого военного сооружения середины XVI века, которое неоднократно переходила от одного противника к другому. До сегодняшнего дня сохранилась только мечеть и ворота бывших кладбищ. Деятельность парка-музея направлена на сохранение и возрождение крепости Измаил как памятника истории и археологии XVI — первой половины XIX века.

## Общие сведения
После получения Украиной независимости в 1991-м году, территория крепости Измаил перешла под государственную охрану Украины путем создания Дирекции Мемориального парка-музея «Крепость», которая позже была преобразована в коммунальное предприятие — Мемориальный парк-музей «Крепость». Основной задачей новосозданного предприятия стало сохранение, исследование и выявление с помощью археологических исследований историко-культурных ценностей и объектов на территории крепости Измаил, их реставрация для создания экспозиции под открытым небом.
Одним из этапов работы стала разработка историко-архитектурного плана и «Проекта зон охраны территории крепости Измаил» украинским государственным проектно-производственным объединением «Дипромисто» (г. Киев).
За период деятельности мемориального парка-музея была разработана программа и организовано проведение археологических исследований на территории крепости. Полученные материалы находятся в фондах музея (более 1000 единиц). Парк-музей занимается научно-исследовательской, массово-просветительской и фондовой работой.
В помещении парка-музея (проспект Суворова,51) действует экспозиция по истории крепости Измаил XVI—XIX веков, где между прочим представлен макет крепости в масштабе 1:400. Во дворе помещения расположен небольшой парк миниатюр, касающейся истории крепости Измаил.

## Объекты на территории парка-музея
Территория крепости Измаил составляет общую площадь 170 га. на которой расположены:
- Памятники военной архитектуры XVI—XIX веков (остатки рвов, валов, фортификационных сооружений различных эпох);
- Памятники культовой архитектуры (турецкая мечеть XVI века, Свято-Успенская и Свято-Николаевская церковь, остатки монастырских построек);
- Остатки хозяйственных, культовых и жилых комплексов многонациональных поселений разных исторических эпох, находящихся под слоем земли;
- Многочисленные военные и гражданские захоронения.

## Экскурсии
Экскурсионное сопровождение осуществляется сотрудниками мемориального парка-музея по территории крепости Измаил, экспозиции парка-музея «Крепость» (пр. Суворова, 51).

## Галерея
- Вход на воинское кладбище
- Турецкая мечеть XVI в.
- Монумент "Орел" на воинском кладбище
- Монастырская арка
- Свято-Николаевская церковь
- Памятный знак на территории крепости в честь измаильчан, погибших во время Великой Отечественной войны